# Сэвилл, Крейг
Кре́йг Э́двард Сэ́вилл (англ. Craig Edward Savill; 25 октября, 1978, Лар, Баден-Вюртемберг, ФРГ) — канадский кёрлингист и тренер по кёрлингу.
Играет на позиции первого.
Двукратный чемпион мира (2007, 2012). Двукратный чемпион мира среди юниоров (1998, 1999). Двукратный чемпион Канады (2007, 2012).

## Команды
| Сезон   | Четвёртый     | Третий          | Второй           | Первый        | Запасной                               | Турниры                              |
| ------- | ------------- | --------------- | ---------------- | ------------- | -------------------------------------- | ------------------------------------ |
| 1996–97 | Джон Моррис   | Крейг Сэвилл    | Matt St. Louis   | Mark Homan    |                                        | ЧКЮ 1997                             |
| 1997–98 | Джон Моррис   | Крейг Сэвилл    | Andy Ormsby      | Брент Лэинг   | Брэд Гушу (ЧКЮ) тренер: Эрл Моррис     | ЧКЮ 1998 · ЧМЮ 1998                  |
| 1998–99 | Джон Моррис   | Крейг Сэвилл    | Jason Young      | Брент Лэинг   | Andy Ormsby (ЧМЮ) тренер: Скотт Тейлор | ЧКЮ 1999 · ЧМЮ 1999                  |
| 1999–00 | Джон Моррис   | Крейг Сэвилл    | Andy Ormsby      | Брент Лэинг   |                                        |                                      |
| 2000–01 | Джон Моррис   | Joe Frans       | Крейг Сэвилл     | Брент Лэинг   |                                        |                                      |
| 2001–02 | Джон Моррис   | Joe Frans       | Крейг Сэвилл     | Брент Лэинг   | Jason Young тренер: Скотт Тейлор       | КООК 2001 (5 место) · ЧК 2002        |
| 2002–03 | Джон Моррис   | Joe Frans       | Крейг Сэвилл     | Брент Лэинг   |                                        | КК 2003                              |
| 2004–05 | Гленн Ховард  | Ричард Харт     | Брент Лэинг      | Крейг Сэвилл  |                                        |                                      |
| 2005–06 | Гленн Ховард  | Ричард Харт     | Брент Лэинг      | Крейг Сэвилл  | Скотт Тейлор                           | ЧК 2006                              |
| 2006–07 | Гленн Ховард  | Ричард Харт     | Брент Лэинг      | Крейг Сэвилл  | Стив Байс тренер: Скотт Тейлор         | ЧК 2007 · ЧМ 2007                    |
| 2007–08 | Гленн Ховард  | Ричард Харт     | Брент Лэинг      | Крейг Сэвилл  | Стив Байс тренер: Скотт Тейлор         | ЧК 2008                              |
| 2008–09 | Гленн Ховард  | Ричард Харт     | Брент Лэинг      | Крейг Сэвилл  | Стив Байс тренер: Скотт Тейлор         | ЧК 2009                              |
| 2009–10 | Гленн Ховард  | Ричард Харт     | Брент Лэинг      | Крейг Сэвилл  | Стив Байс тренер: Скотт Тейлор         | ЧК 2010                              |
| 2010–11 | Гленн Ховард  | Ричард Харт     | Брент Лэинг      | Крейг Сэвилл  | Скотт Ховард тренер: Скотт Тейлор      | ЧК 2011                              |
| 2011–12 | Гленн Ховард  | Уэйн Мидо       | Брент Лэинг      | Крейг Сэвилл  | Скотт Ховард тренер: Скотт Тейлор      | ЧК 2012 · ЧМ 2012                    |
| 2012–13 | Гленн Ховард  | Уэйн Мидо       | Брент Лэинг      | Крейг Сэвилл  | Скотт Ховард тренер: Скотт Тейлор      | ЧК 2013                              |
| 2013–14 | Гленн Ховард  | Уэйн Мидо       | Брент Лэинг      | Крейг Сэвилл  |                                        |                                      |
| 2014–15 | Гленн Ховард  | Ричард Харт     | Джон Мид         | Крейг Сэвилл  |                                        |                                      |
| 2015–16 | Shawn Adams   | Марк Дэйси      | Крейг Сэвилл     | Эндрю Гибсон  |                                        |                                      |
| 2016–17 | Чарли Томас   | Nathan Connolly | Brandon Klassen  | Крейг Сэвилл  |                                        |                                      |
| 2017–18 | Рид Карразерс | Брэйден Москови | Derek Samagalski | Colin Hodgson | Крейг Сэвилл тренер: Дэн Кэри          | КООК 2017 (5 место)                  |
| 2018—19 | Джон Эппинг   | Mathew Camm     | Брент Лэинг      | Крейг Сэвилл  | тренер: Jim Wilson                     | КК 2018 (5 место) ЧК 2019 (17 место) |

(скипы выделены полужирным шрифтом; см. также )

## Результаты как тренера национальных сборных
| Год  | Турнир                                                             | Сборная         | Место |
| ---- | ------------------------------------------------------------------ | --------------- | ----- |
| 2019 | Чемпионат Европы по кёрлингу 2019                                  | Чехия (мужчины) | 11    |
| 2021 | Чемпионат Европы по кёрлингу 2021                                  | Чехия (мужчины) | 7     |
| 2021 | Кёрлинг на зимних Олимпийских играх 2022 (квалификационный турнир) | Чехия (мужчины) | 4     |
| 2022 | Чемпионат мира по кёрлингу среди мужчин 2022                       | Чехия (мужчины) | 9     |
| 2022 | Чемпионат Европы по кёрлингу 2022                                  | Чехия (мужчины) | 7     |
| 2023 | Чемпионат Европы по кёрлингу 2023                                  | Чехия (мужчины) | 8     |
| 2024 | Чемпионат мира по кёрлингу среди мужчин 2024                       | Чехия (мужчины) | 9     |
| 2024 | Чемпионат Европы по кёрлингу 2024                                  | Чехия (мужчины) | 8     |
| 2025 | Чемпионат мира по кёрлингу среди мужчин 2025                       | Чехия (мужчины) | 7     |

## Частная жизнь
Отец Крейга Сэвилла, военный, служил на авиабазе Королевских военно-воздушных сил Канады в городе Лар (Баден-Вюртемберг, ФРГ) — там и родился Крейг. Но вырос он уже в Канаде, в Оттаве, где и живёт в настоящее время.
Окончил университет Западного Онтарио. Работает в собственной компании Savill Appraisal Services.
Женат. Жена Карен Камберленд (англ. Karen Cumberland). У них один ребёнок: сын Эйдин (англ. Aiden, род. 2009).
В конце 2015 у Крейга была диагностирована лимфома Ходжкина (злокачественное заболевание лимфоидной ткани), из-за чего он был вынужден оставить на время кёрлинг и лечь в больницу для излечения. В команде Гленна Ховарда его временно заменил Скотт Ховард, сын Гленна, обычно запасной в команде. Кёрлингисты из его команды, а также другие знаменитые кёрлингисты Канады записали видеосюжет со словами поддержки в адрес Крейга. В знак солидарности с Крейгом и поддержки его в борьбе с болезнью все спортсмены, тренеры, обслуживающий персонал и даже телевизионные операторы и телекомментаторы на мужском чемпионате Канады 2016, проходившем в Оттаве, где живёт Крейг, прикрепили на груди ленточки лилового цвета. Сам Крейг присутствовал на чемпионате как зритель. Во время кругового этапа чемпионата Крейг (в виде специального «разрешения» от организаторов чемпионата, хотя он и не входил в состав команды), восторженно приветствуемый вставшей с мест публикой и игроками, совершил два броска камней на своей привычной позиции первого в составе команды Гленна Ховарда в их игре против «команды Канады» (Team Canada, скип Пэт Симмонс); оба броска, произведённые в 8-м энде, броски не «понарошку» — а именно «боевые», пошедшие в зачёт игры команды Ховарда, были выполнены, как и обычно для Крейга, на самом высоком уровне.